# Takafumi Akahoshi
Takafumi Akahoshi (赤星 貴文?, Akahoshi Takafumi; Fuji, 27 maggio 1986) è un ex calciatore giapponese, di ruolo centrocampista.